# Unione Sportiva Internazionale Napoli 1919
Questa voce raccoglie le informazioni riguardanti l'Unione Sportiva Internazionale Napoli nelle competizioni ufficiali della stagione 1919.

## Stagione
Con i campionati nazionali fermi a causa del primo conflitto mondiale, in Campania si disputano tre tornei, di cui uno organizzato dal quotidiano il Corriere di Napoli.

L'Internazionale Napoli nella Coppa YMCA, in cui schierò la squadra "B", approdò in finale ma fu battuta dal Pro Napoli.

## Divise
| Manica sinistra · Manica sinistra · Maglietta · Maglietta · Manica destra · Manica destra · Pantaloncini · Calzettoni · Calzettoni |

## Organigramma societario
Area direttiva
- Presidente:  Emilio Reale

Area tecnica
- Allenatore:

## Rosa
| N. |                        | Ruolo | Calciatore                |
| -- | ---------------------- | ----- | ------------------------- |
|    | Italia (bandiera)      | P     | Giuseppe Cangiullo        |
|    | Italia (bandiera)      | P     | De Gunter                 |
|    | Inghilterra (bandiera) | D     | Leslie Walter Minter      |
|    | Austria (bandiera)     | D     | Jean Steiger              |
|    | Italia (bandiera)      | C     | Alfredo Vittorio Reichlin |
|    | Italia (bandiera)      | A     | Osvaldo Sacchi            |
|    | Italia (bandiera)      |       | Mario Argento             |
|    | Italia (bandiera)      |       | Bazzardi                  |
|    | Italia (bandiera)      |       | Colombini                 |
|    | Italia (bandiera)      |       | Pasquale Cristiano        |

| N. |                   | Ruolo | Calciatore             |
| -- | ----------------- | ----- | ---------------------- |
|    | Italia (bandiera) |       | De Giorgio             |
|    | Malta (bandiera)  |       | Raoul Lattad           |
|    | Italia (bandiera) |       | Maisto                 |
|    | Italia (bandiera) |       | Masedi                 |
|    | Italia (bandiera) |       | Mastrella              |
|    | Italia (bandiera) |       | Pannuti                |
|    | Italia (bandiera) |       | Santini                |
|    | Italia (bandiera) |       | Ugo Scoppa             |
|    | Italia (bandiera) |       | Giovanni Serracapriola |

## Rosa "B"
| N. |                   | Ruolo | Calciatore   |
| -- | ----------------- | ----- | ------------ |
|    | Italia (bandiera) | P     | Cardana      |
|    | Italia (bandiera) |       | Abba         |
|    | Italia (bandiera) |       | Corsi        |
|    | Italia (bandiera) |       | Di Bello     |
|    | Italia (bandiera) |       | Di Crescenzo |

| N. |                           | Ruolo | Calciatore    |
| -- | ------------------------- | ----- | ------------- |
|    | non conosciuta (bandiera) |       | Kosel         |
|    | Italia (bandiera)         |       | Munignano     |
|    | Italia (bandiera)         |       | Pompameo      |
|    | Italia (bandiera)         |       | Saimbuli      |
|    | Italia (bandiera)         |       | Schiattarella |

## Risultati
I tabellini delle tre competizioni sono incompleti

### Coppa Reichlin
| 23 marzo 1919 1ª giornata |  | – |  |  |

| 30 marzo 1919 2ª giornata |  | – |  |  |

| 6 aprile 1919 3ª giornata |  | – |  |  |

| Arbitro: | Daniele |

|  |           |                     |
|  | Marcatori | 54’ (rig.) Tognasso |

| 21 aprile 1919 5ª giornata |  | – |  |  |

### Trofeo "Il Corriere di Napoli"
| Pozzuoli 4 maggio 1919 1ª giornata | Puteolana              | 2 – 0 | Internazionale Napoli | Campo Armstrong\| Arbitro: \| Serracapriola (Napoli) \| |
| Arbitro:                           | Serracapriola (Napoli) |       |                       |                                                         |

| Arbitro: | Margherini |

|                |           |                        |
| Corsi 44’, 88’ | Marcatori | 41’, 71’ (rig.) Crespi |

| 18 maggio 1919 3ª giornata |  | – |  |  |

| 25 maggio 1919 4ª giornata |  | – |  |  |

| 1º giugno 1919 5ª giornata |  | – |  |  |

| 8 giugno 1919 6ª giornata |  | – |  |  |

| 15 giugno 1919 7ª giornata |  | – |  |  |

| 22 giugno 1919 8ª giornata |  | – |  |  |

### Coppa YMCA
| Arbitro: | Caristo |

|               |           |            |
| Colombini 82’ | Marcatori | 40’ Sacchi |

| Agnano 10 ottobre 1919 Semifinale-ripetizione | Internazionale Napoli | 3 – 0 | Puteolana |  |

| 12 ottobre 1919 Finale | Pro Napoli | 2 – 0 | Internazionale Napoli |  |

## Statistiche
Statistiche aggiornate al 10 ottobre 1919.

### Statistiche di squadra
| Competizione                   | Punti | In casa | In casa | In casa | In casa | In casa | In casa | In trasferta | In trasferta | In trasferta | In trasferta | In trasferta | In trasferta | Totale | Totale | Totale | Totale | Totale | Totale | DR |
| Competizione                   | Punti | G       | V       | N       | P       | Gf      | Gs      | G            | V            | N            | P            | Gf           | Gs           | G      | V      | N      | P      | Gf     | Gs     | DR |
| ------------------------------ | ----- | ------- | ------- | ------- | ------- | ------- | ------- | ------------ | ------------ | ------------ | ------------ | ------------ | ------------ | ------ | ------ | ------ | ------ | ------ | ------ | -- |
| Coppa Reichlin                 | 0     | 1       | 0       | 0       | 1       | 0       | 1       | ?            | ?            | ?            | ?            | ?            | ?            | 5      | ?      | ?      | 1      | 0      | 1      | -1 |
| Trofeo "Il Corriere di Napoli" | 1     | 1       | ?       | 1       | ?       | 2       | 2       | 1            | ?            | ?            | 1            | 0            | 2            | 2      | ?      | 1      | 1      | 2      | 4      | -2 |
| Coppa YMCA                     | 0     | 1       | 1       | ?       | ?       | 3       | 0       | 1            | ?            | 1            | ?            | 1            | 1            | 3      | 1      | 1      | 1      | 4      | 1      | +3 |
| Totale                         | 1     | 3       | 1       | 1       | 1       | 5       | 3       | 2            | ?            | 1            | 1            | 1            | 3            | 10     | 1      | 2      | 3      | 6      | 6      | 0  |

### Statistiche dei giocatori
| Giocatore        | Coppa Reichlin | Coppa Reichlin | Trofeo Corriere di Napoli | Trofeo Corriere di Napoli | Coppa YMCA | Coppa YMCA | Totale   | Totale |
| Giocatore        | Presenze       | Reti           | Presenze                  | Reti                      | Presenze   | Reti       | Presenze | Reti   |
| ---------------- | -------------- | -------------- | ------------------------- | ------------------------- | ---------- | ---------- | -------- | ------ |
| Abba             | 0              | 0              | 1                         | 0                         | 0          | 0          | 1        | 0      |
| M. Argento       | 1              | 0              | 0                         | 0                         | 0          | 0          | 1        | 0      |
| Bazzardi         | 1              | 0              | 0                         | 0                         | 0          | 0          | 1        | 0      |
| G. Cangiullo     | 1              | -1             | 0                         | 0                         | 0          | 0          | 1        | -1     |
| Cardana          | 0              | 0              | 1                         | -2                        | 0          | 0          | 1        | -2     |
| Colombini        | 1              | 0              | 0                         | 0                         | 0          | 0          | 1        | 0      |
| Corsi            | 0              | 0              | 1                         | 2                         | 0          | 0          | 1        | 2      |
| P. Cristiano     | 0              | 0              | 0                         | 0                         | 1          | 0          | 1        | 0      |
| De Giorgio       | 1              | 0              | 0                         | 0                         | 0          | 0          | 1        | 0      |
| De Gunter        | 1              | 0              | 0                         | 0                         | 1          | -1         | 2        | -1     |
| Di Bello         | 0              | 0              | 1                         | 0                         | 0          | 0          | 1        | 0      |
| Di Crescenzo     | 0              | 0              | 1                         | 0                         | 0          | 0          | 1        | 0      |
| Kosel            | 0              | 0              | 1                         | 0                         | 0          | 0          | 1        | 0      |
| R. Lattad        | 1              | 0              | 0                         | 0                         | 0          | 0          | 1        | 0      |
| Maisto           | 0              | 0              | 0                         | 0                         | 1          | 0          | 1        | 0      |
| Masedi           | 1              | 0              | 0                         | 0                         | 0          | 0          | 1        | 0      |
| Mastrella        | 1              | 0              | 0                         | 0                         | 0          | 0          | 1        | 0      |
| L.W. Minter      | 0              | 0              | 0                         | 0                         | 1          | 0          | 1        | 0      |
| Munignano        | 0              | 0              | 1                         | 0                         | 0          | 0          | 1        | 0      |
| Pannuti          | 0              | 0              | 0                         | 0                         | 1          | 0          | 1        | 0      |
| Pompameo         | 0              | 0              | 1                         | 0                         | 0          | 0          | 1        | 0      |
| A.V. Reichlin    | 0              | 0              | 0                         | 0                         | 1          | 0          | 1        | 0      |
| O. Sacchi        | 0              | 0              | 0                         | 0                         | 1          | 1          | 1        | 1      |
| Saimbuli         | 0              | 0              | 1                         | 0                         | 0          | 0          | 1        | 0      |
| Santini          | 0              | 0              | 0                         | 0                         | 1          | 0          | 1        | 0      |
| Schiattarella    | 0              | 0              | 1                         | 0                         | 0          | 0          | 1        | 0      |
| U. Scoppa        | 0              | 0              | 0                         | 0                         | 1          | 0          | 1        | 0      |
| G. Serracapriola | 1              | 0              | 0                         | 0                         | 1          | 0          | 2        | 0      |
| R. Steiger       | 1              | 0              | 0                         | 0                         | 1          | 0          | 2        | 0      |